# Tony Jayawardena
Anthony Surath Jayawardena es un actor británico, conocido por sus papeles como Mr Bhamra en el musical del West End Bend It Like Beckham the Musical y por su trabajo con la Royal Shakespeare Company, el Shakespeare's Globe y el Royal National Theatre. En 2018, comenzó a interpretar el papel de Rashid Hyatt en el drama de Channel 4 Ackley Bridge.

## Carrera
Jayawardena aparece en la grabación del elenco original de Bend It Like Beckham the Musical, interpretando las canciones "People Like Us" y "The Engagement: Look At Us Now". Fue el Abdul Kareem original en la obra The Empress de Tanika Gupta, que cuenta la historia de la relación de la reina Victoria con El Munshi, un joven traído de la India para ser su sirviente durante los últimos 15 años de su vida. Interpretó a Stephano en la producción de La tempestad de RSC, que se asoció con Intel e Imaginarium Studios y fue el primer uso de tecnología de captura de movimiento en tiempo real en el escenario.

## Filmografía

### Películas
| Año  | Título                                           | Papel                     | Director               |
| ---- | ------------------------------------------------ | ------------------------- | ---------------------- |
| 2004 | Chasing Liberty                                  | Guardia de la Casa Blanca | Andy Cadiff            |
| 2008 | A Bunch of Amateurs                              | Kevin Patel               | Andy Cadiff            |
| 2009 | National Theatre Live: All's Well That Ends Well | Segundo señor Dumaine     | Marianne Elliot        |
| 2010 | National Theatre Live: London Assurance          | Mark Meddle               | Nicholas Hytner        |
| 2011 | Screwed                                          | Bear                      | Reg Traviss            |
| 2012 | Tower Block                                      | Bear                      | Ronnie Thompson, Eddie |
| 2013 | Trance                                           | Guardia de seguridad      | Danny Boyle            |
| 2016 | A Street Cat Named Bob                           | Tony                      | Roger Spottiswoode     |
| 2023 | Doctor Jekyll                                    | Malcolm                   | Joe Stephenson         |

### Televisión
| Año  | Título                      | Papel                   | Notas                |
| ---- | --------------------------- | ----------------------- | -------------------- |
| 2011 | Kabaddasses                 | The Marauding Moustache | 1 episodios          |
| 2012 | Silent Witness              | Younis                  | 2 episodios          |
| 2013 | Strike Back: Shadow Warfare | Maroun Saleh            | 1 episodios          |
| 2016 | The Windsors                | Sandy                   | Serie 1              |
| 2016 | Holby City                  | Monty the Python        | Serie 19, episode 10 |
| 2018 | The Tunnel                  | Lawrence Taylor         | 2 episodios          |
| 2018 | Ackley Bridge               | Rashid Hyatt            | Protagonista         |
| 2020 | The Crown                   | Sir Sonny Ramphal       | 2 episodios          |
| 2022 | Avoidance                   | Keith                   |                      |

### Teatro
| Año  | Título                           | Papel                        | Teatro                        |
| ---- | -------------------------------- | ---------------------------- | ----------------------------- |
| 2009 | England People Very Nice         | Varios                       | Royal National Theatre        |
| 2009 | Noche de reyes                   | Fabian                       | The Royal Shakespeare Company |
| 2009 | A buen fin no hay mal principio  | Segundo señor Dumaine        | Royal National Theatre        |
| 2010 | London Assurance                 | Mark Meddle                  | Royal National Theatre        |
| 2013 | The Empress                      | Abdul Kareem                 | Royal Shakespeare Company     |
| 2013 | Love N Stuff                     | Mansoor                      | Theatre Royal Stratford East  |
| 2015 | Bend It Like Beckham the Musical | Sr. Bhamra                   | Phoenix Theatre               |
| 2016 | The Invisible Hand               | Imam Saleem                  | Tricycle Theatre              |
| 2016 | La tempestad                     | Stephano                     | Royal Shakespeare Company     |
| 2017 | Noche de reyes                   | Sir Toby Belch               | Shakespeare's Globe           |
| 2017 | Lions and Tigers                 | Subhash Bose / Jyotish Gupta | Sam Wanamaker Playhouse       |
| 2017 | Young Marx                       | Gert “Doc” Schmidt           | Bridge Theatre                |
| 2019 | Hobson's Choice                  | Hari Hobson                  | Royal Exchange Theatre        |
| 2021 | East is East                     | Zahir "George" Khan          | Birmingham Repertory Theatre  |